# 57번가역 (IND 6번로선)
57번가(영어: 57th Street) 역은 뉴욕 지하철의 IND 6번로선에 속한 역이다. 맨해튼 57번가와 6번로(Avenue of the Americas) 교차로에 위치해 있으며,  전시간 F 열차가, 주중 및 주말 저녁에 M 열차, 출퇴근 시간대 혼잡 구간에서 <F> 열차가 운행한다. 역 북쪽에서 6번로 선은 동쪽으로 꺾여 IND 63번가선이 된다.
1962년 처음 발표된 57번가 역은 1968년 7월 1일 1,320만 달러의 비용으로 개장되었다. 이 역은 1989년까지 종착역이었고, 이후 21번가-퀸스브리지까지 모든 운행이 연장되었다. 이 역은 1990년대 63번가선의 재건 과정에서 셔틀열차가 임시로 운행했다. 2018년 7월부터 12월까지 5개월간의 대대적인 보수 공사를 위해 역이 폐쇄되었다.

## 역사
이 역은 6번로 선의 열차 용량을 확장한 크리스티 스트리트 커넥션(Chrystie Street Connection)의 일부로 건설되었다. 57번가의 새 종착역으로 가는 6번로 연장은 1962년에 발표되었다.
이듬해 57번가 역 등 52번가와 58번가 사이의 IND 6번로 선 건설 계약이 슬래터리 건설사에서 750만 달러에 낙찰됐다.(2019년 2022년 기준 $64,200,000에 해당 해당). 이 건설은 결국 1,320만 달러의 비용이 들었다.
57번가 역은 1968년 7월 1일에 개장했다.
크리스티 스트리트 커넥션을 건설하는 동안 추가된 두 개 역 중 하나로서, 다른 하나는 그랜드 스트리트 역이다. 역 개장식에서는 6월 27일 로버트 W. 스위트(Robert W. Sweet) 부시장·윌리엄 J. 로난(William J. Ronan) MTA 회장·아이셀(Eyssell) 미국 애비뉴 협회 회장이 참석한 가운데 연단에서 300여 명이 참석한 식사로 이루어졌다. 이 새로운 역은 바로 인접한 지역에 건설되고 있는 새로운 주거 및 상업 개발을 지원하기 위한 것이었다.
개통과 동시에 57번가 역은 출퇴근 시간에는 B, 비혼잡 시간에는 KK 등 두 가지 운행 계통의 종착역 역할을 했다. KK는 1974년에 K로 개칭되었고 1976년에 제거되었다. 1978년부터 1990년까지 이 역은 JFK 익스프레스 서비스를 통해 동명의 공항까지 운행되었다.
1986~1998년 공사를 위해 맨해튼교 북쪽이 폐쇄되고 2001년 7~12월 다시 폐쇄되었을 때, 이 역은 그랜드 스트리트로 이동하는 6번가를 따라 셔틀열차로만 운행되었다. 1988년부터 이 역은 평일 Q열차, 평일 저녁과 주말 B열차, 심야 F열차가 운행했다. 이 역은 1989년 10월 29일 개업한 21번가-퀸스브리지 역까지 이어지는 IND 63번가 선이 1997년 셔틀로 대체되기 전까지 모든 운행 계통을 위한 종착역이었다.
퀸즈에 63번가 터널 커넥터가 개통된 2001년 12월부터 F 열차는 63번가 노선에서 다른 모든 서비스가 철수하는 동시에 이 역을 전시간 운행했다.
2015-2019 MTA 캐피탈 플랜에 따르면, 이 역은 역 강화계획(Enhanced Station Initiative)의 일환으로 전면적인 개편을 거쳤으며, 몇 달 동안 완전히 폐쇄되었다. 업데이트에는 셀룰러 서비스, Wi-Fi, USB 충전소, 대화형 서비스 권고사항 및 노선도 등이 포함되었다. 2018년 1월, NYCT와 버스 위원회는 주달로 컨트랙팅(Judlau Contracting)이 IND 6번로 선의 57번가 역과 23번가 역(IRT 렉싱턴 애비뉴선의 28번가 역, IRT 브로드웨이-7번로선 및 IND 8번로선의 34번가-펜 역 포함)의 개축에 대해 1억 2,500만 달러의 계약을 받을 것을 권고했다. 그러나 MTA 이사회는 시대표들이 계약서 수여에 대한 투표를 거부하자 이들 패키지에 대한 투표를 잠정 연기했다. 이 계약은 지난 2월 투표를 위해 보류됐으며, 주달로의 계약은 결국 승인됐다. 역은 2018년 7월 9일 개보수 공사를 위해 폐쇄되었다가 2018년 12월 19일에 재개장하였다.

## 역 구조
| G        | 거리층                          | 출구 |
| M        | 대합실                          | 운임 관리 구역, 역무실, 메트로카드 발매기                                                                              |
| P 승강장 | 북행                            | ← 자메이카 179번가 방면 (렉싱턴 애비뉴-63번가 역) ← 주말 및 저녁 96번가 방면 (렉싱턴 애비뉴-63번가)                    |
| P 승강장 | 섬식 승강장, 왼쪽 출입문이 열림 | |
| P 승강장 | 남행                            | → 코니 아일랜드-스틸월 애비뉴 방면 (47-50번가-록펠러 센터) → → 주말 및 저녁 코니 아일랜드 방면 (47-50번가-록펠러 센터) |

57번가 역에는 두 개의 선로와 두 선로를 모두 운행하는 하나의 섬식 승강장이 있다. 승강장의 길이는 615 피트 (187 m)이고 폭은 24 피트 (7.3 m)이다. 역은 55번가에서 58번가까지 뻗어 있다. 대합실의 길이는 총 48 피트 (15 m)이며, 승강장까지 가는 계단이 6개 있다. 역 벽은 담장을 따라 길고 좁은 타일에 "57th St" 스텐실을 씌운 흰색이다. 승강장은 지하 약 35 피트 (11 m)에 있다.
2018년 역 개보수 이전에도 있었던 승강장 천장에 "Next Train(다음 열차)" 표시등이 여전히 걸려 있으며, 이것은 20년전 본역이 종착역이었던 시점부터 현재까지 이어지고 있다. 승강장 남쪽 끝에는 사용하지 않는 탑과 승무원 구역이 있다.

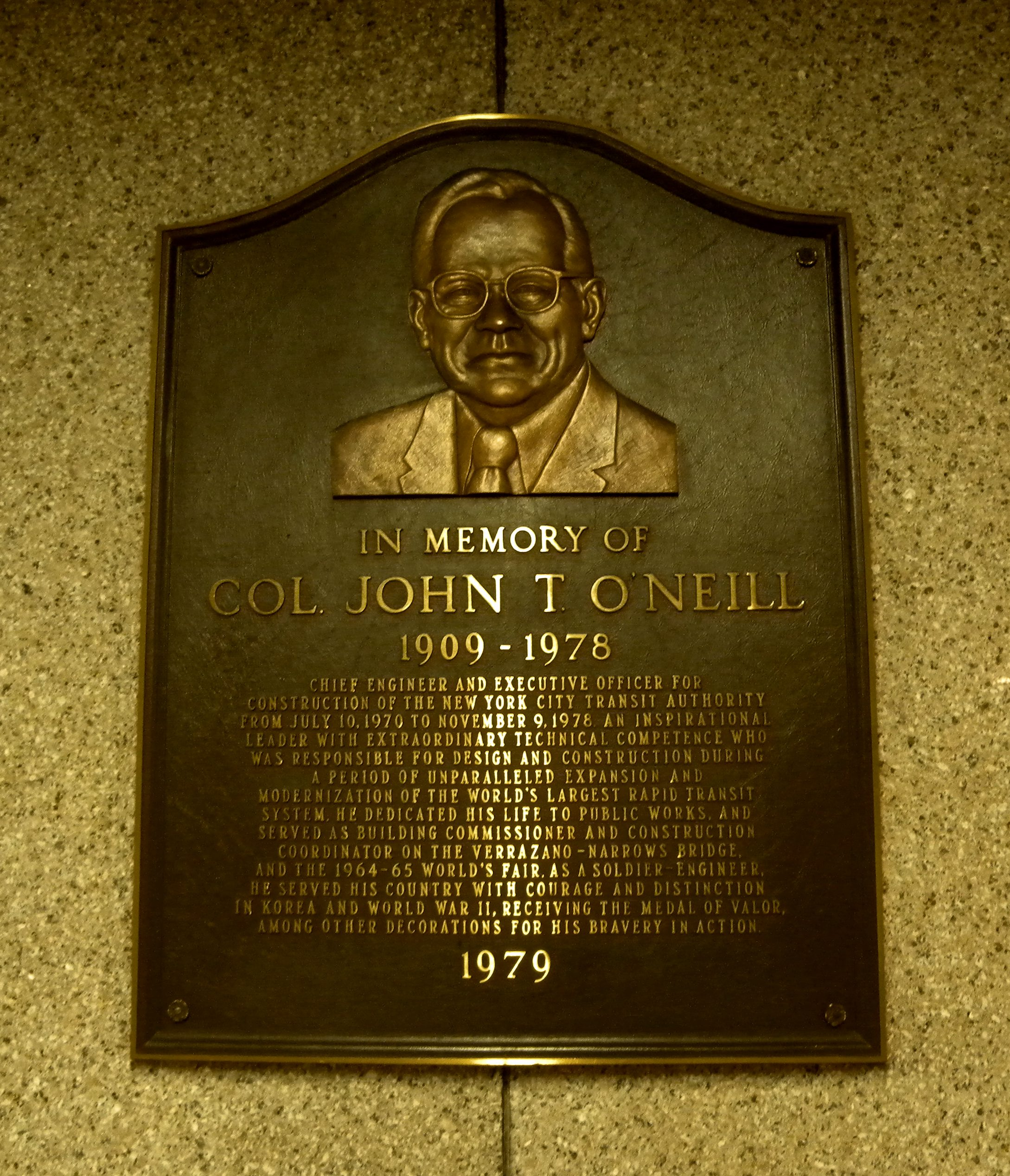
역에 달린 존 T. 오닐 대령 명판

이 역에는 뉴욕시 교통국의 전 수석 엔지니어인 존 T. 오닐 대령(Colonel John T. O'Neill)의 청동 명판이 달려있다.

### 출구
6번로 양쪽으로 56번가에서 57번가까지 8개의 계단이 있다. 역의 개조 이전에, 이 출구는 다른 역 입구에 전형적인 점멸된 적색 또는 녹색 구체(lighted red-or-green globes)보다는 측면에 "SUBWAY"로 표기된 기둥이 있는 기존 역에 비해 특이한 설계를 가지고 있었다. 역의 출구는 다음과 같이 배치되어 있다.
- 북서쪽 모퉁이 계단 1개 6번로 및 57번가[35]
- 6번로 및 57번가 북동쪽 모퉁이 계단 1개[35]
- 6번로 및 57번가 남서쪽 모퉁이 계단 1개[35]
- 6번로의 56번가와 57번가 사이 동쪽 계단 2개[35]
- 6번로 및 56번가 북서쪽 모퉁이 계단 1개[35]
- 6번로 및 56번가 남서쪽 모퉁이 계단 1개[35]
- 6번로 및 56번가 남동쪽 모퉁이 계단 1개[35]

57번가 역의 보수 공사 동안, 역 강화계획의 일부로 개조된 다른 역과 마찬가지로, 유리 장벽 울타리, 다음 열차 도착 "카운트다운 시계"및 디지털 인근 길 찾기 지도가 거리층의 모든 출구 계단 주위에 설치되었다. 56번가 남쪽 모퉁이에 있는 두 개의 출구에도 다른 강화계획 역과 비슷한 캐노피가 있었다.